# Vostok (família de foguetes)

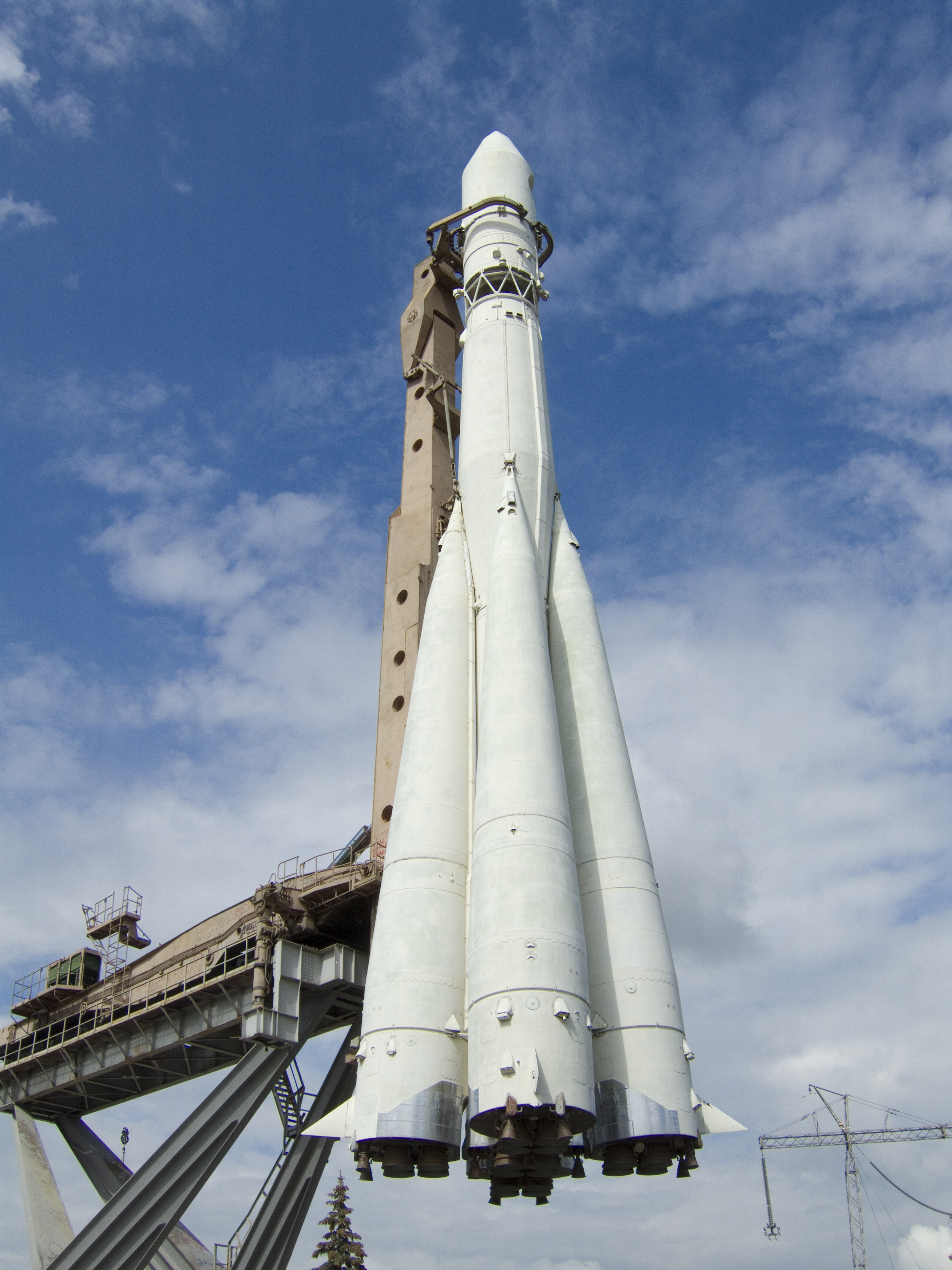
Réplica do foguete Vostok usado por Iuri Gagarin.

A família de foguetes Vostok, em russo Восток que significa Leste, é um conjunto de foguetes derivados daquele 
que foi o primeiro ICBM mundial, o R-7 Semyorka Soviético.
Essa foi a segunda geração de lançadores da família de foguetes R7, e sendo assim, além de satélites, seria capaz de lançar 
espaçonaves tripuladas ao espaço. Os modelos dessa família, deram prosseguimento ao programa de satélites artificiais da União Soviética, com o Sputnik 3, e também lançaram o primeiro voo tripulado ao espaço, o Vostok 1.
Todos os membros dessa família tiveram origem nos projetos originais de Sergei Korolev. O que caracterizou todas as variantes dessa família de foguetes, foi o uso de um terceiro estágio. Na verdade, o que distinguia um modelo do outro, era justamente o tipo de terceiro estágio usado.
Foi no entanto, um dos modelos dessa família de veículos lançadores, que protagonizou uma dos maiores desastres da corrida espacial. Em 18 de Março de 1980, um desses foguetes explodiu ainda na plataforma de lançamento, matando 48 pessoas.

## Modelos
- Luna 8K72 - usado para lançar as primeiras sondas do Programa Luna
- Vostok-L 8K72 - variante do Luna, usado para lançar os protótipos da espaçonave Vostok
- Vostok-K 8K72K - uma versão melhorada da anterior. Foi a efetivamente usada para voos tripulados
- Vostok-2 8A92 - usado para lançar satélites espiões da série Zenit
- Vostok-2M 8A92M - versão modificada para lançar satélites meteorológicos da série Meteor em órbitas mais altas
- Soyuz/Vostok 11A510 - um foguete híbrido com componentes Soyuz e Vostok, usado apenas em dois lançamentos